# Kjetil Øygarden
Kjetil Øygarden (født 1. juni 1972 Hisøy, Arendal) er en norsk idrætsleder og tidligere håndboldspiller. Han er idrætsleder for ØIF Arendal som spiller i eliteserien i håndball for menn. Hans positionen på banen var midtback.
Han er søn af Arne og amtsborgmester Laila Øygarden. Han har to tvillingbrødre (Finn og Gunnar) som begge har spillet fodbold for Start. Daglig jobber Øygarden hos Durapart på Krøgenes i Arendal. Er gift og har to børn, bosat i Arendal.

## Klubber
- ØIF Arendal (1988-1994)
- Kristiansand IF (1994-1997)
- HV Dietikon Urdorf (1997-1999)
- ØIF Arendal (1999-2010)

## Landskampe
- Juniorlandsholdet: 24 kampe
- Ungdomslandsholdet: 20 kamper